# Shakermaker
"Shakermaker" là một bài hát của ban nhạc rock người Anh Oasis do guitarist chính Noel Gallagher sáng tác. Ca khúc lần đầu được phát hành đĩa đơn vào ngày 13 tháng 6 năm 1994 và sau đó xuất hiện trong album phòng thu đầu tay của Oasis mang tên Definitely Maybe. Đĩa đơn giành vị trí cao nhất - hạng 7 tại Anh Quốc. Đây là bài hát đầu tiên được ban nhạc thể hiện trong chương trình Top of the Pops. Bài hát đã được Hiệp hội công nghiệp ghi âm Anh Quốc trao chứng nhận Bạc.

## Đội ngũ thực hiện
- Liam Gallagher: hát chính, tambourine
- Noel Gallagher: guitar chính, bass và hát đệm
- Paul Arthurs: guitar rhythm
- Tony McCarroll: trống

## Danh sách bài hát
- CD CRESCD 182

1. "Shakermaker" - 5:08
2. "D'Yer Wanna Be a Spaceman?" - 2:41
3. "Alive" (8-track demo) - 3:56
4. "Bring It on Down" (live) - 4:17

- 7" CRE 182

1. "Shakermaker" - 5:08
2. "D'Yer Wanna Be a Spaceman?" - 2:41

- 12" CRE 182T

1. "Shakermaker" - 5:08
2. "D'Yer Wanna Be a Spaceman?" - 2:41
3. "Alive" (8-track demo) - 3:56

- Cassette CRECS 182

1. "Shakermaker" - 5:08
2. "D'Yer Wanna Be a Spaceman?" - 2:41

- Đĩa CD Maxi Shakermaker HES 661377 2

1. "Shakermaker" - 5:11
2. "D'Yer Wanna Be A Spaceman?" - 2:41
3. "Alive" (8 Track Demo)	- 3:57
4. "Bring It On Down" (Live) - 4:18
5. "I Will Believe" (Live) - 3:48
6. "Cloudburst" - 5:19